# Астрапотерії
Астрапотерії (Astrapotheria) — ряд викопних копитних південноамериканських ссавців надряду меридіунгуляти (Meridiungulata). Ряд появився у палеоцені (59 млн років тому) та вимер у міоцені (12 млн років тому). Вони жили у Південній Америці та один вид відомий в Антарктиді.
Перші астрапотерії з'явилися в Південній Америці незабаром після зникнення динозаврів. Спочатку це були дрібні тварини, але їх нащадки значно підросли. До кінця еоцену деякі представники досягли розмірів сучасного тапіра, а в олігоцені астрапотерії були більшими за носорога. Астрапотерії залишаються для вчених загадкою. У них було довге, масивне тіло, але, на відміну від інших тварин, короткі передні ноги перевершували силою і щільністю будови задні кінцівки. Невеликі плоскі ступні добре служили для пересування по болотистій місцевості. Зазвичай форма черепа і зубів дає вченим ключ до розуміння способу життя тварини, але не у випадку з астрапотеріями. Передня частина черепа у них коротка, верхні різці відсутні, зате ікла дуже великі й росли вони протягом усього життя тварини. Лопатоподібні нижні різці годилися для того, щоб зривати рослини, які подрібнювалися висококоронковими зубами, що знаходились в задній частині щелепи. Куполоподібна верхня частина черепа вміщала дуже маленький мозок. Ніздрі розташовувалися високо, так що можна припускати, що в астрапотеріїв була якась подоба хобота, що допомагав у збиранні їжі.

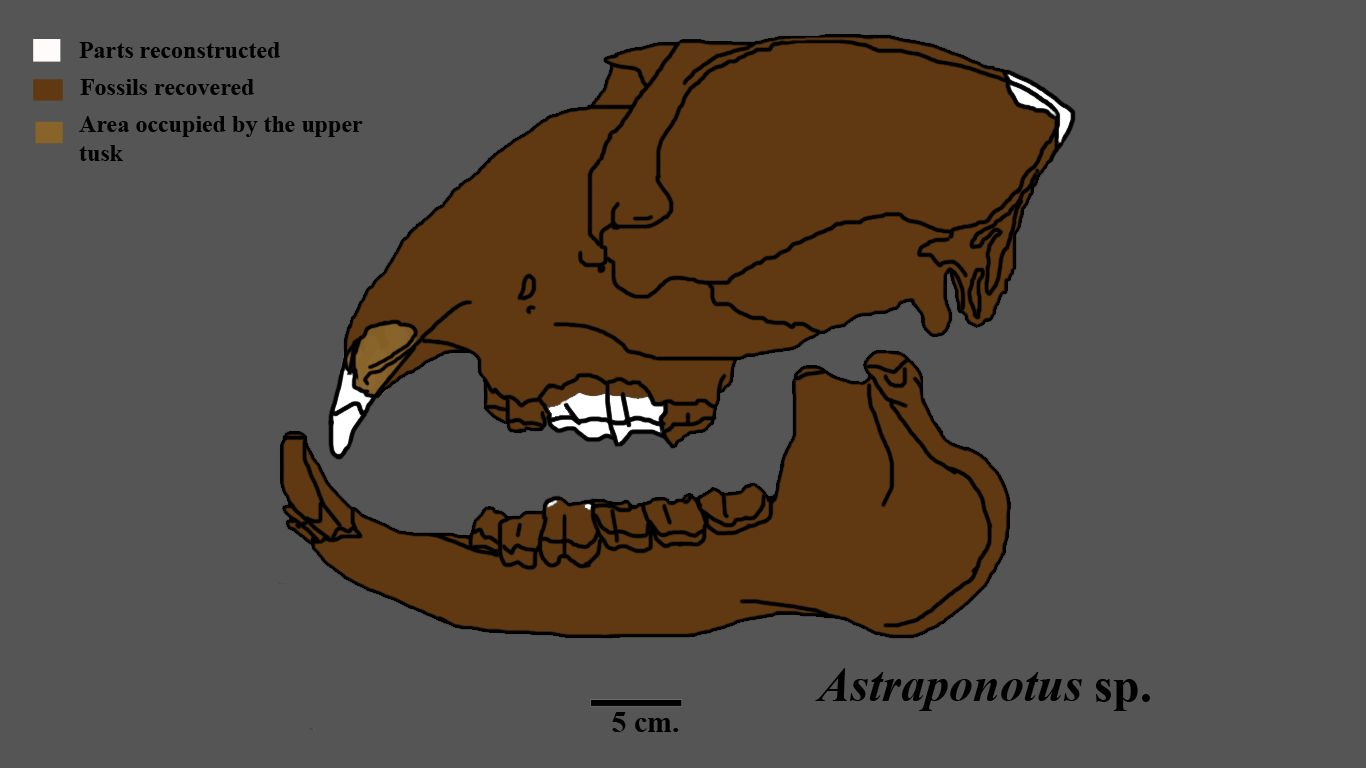
Реконструкція черепаAstraponotus sp.

Астрапотерії є загадкою для вчених, що намагаються з'ясувати його спосіб життя. Потужне тіло на слабких ногах означає, що тварина багато часу проводила у воді. Але зуби з високими коронками розраховані на грубу їжу, у той час як плаваючі рослини — м'які. Можливо, астрапотерії, стоячи у воді, за допомогою хобота зривали гілки дерев, залишаючись у безпеці.

## Класифікація
- Astrapotheriidae Ameghino, 1887[2]
  - Albertogaudrya Ameghino, 1901[3]

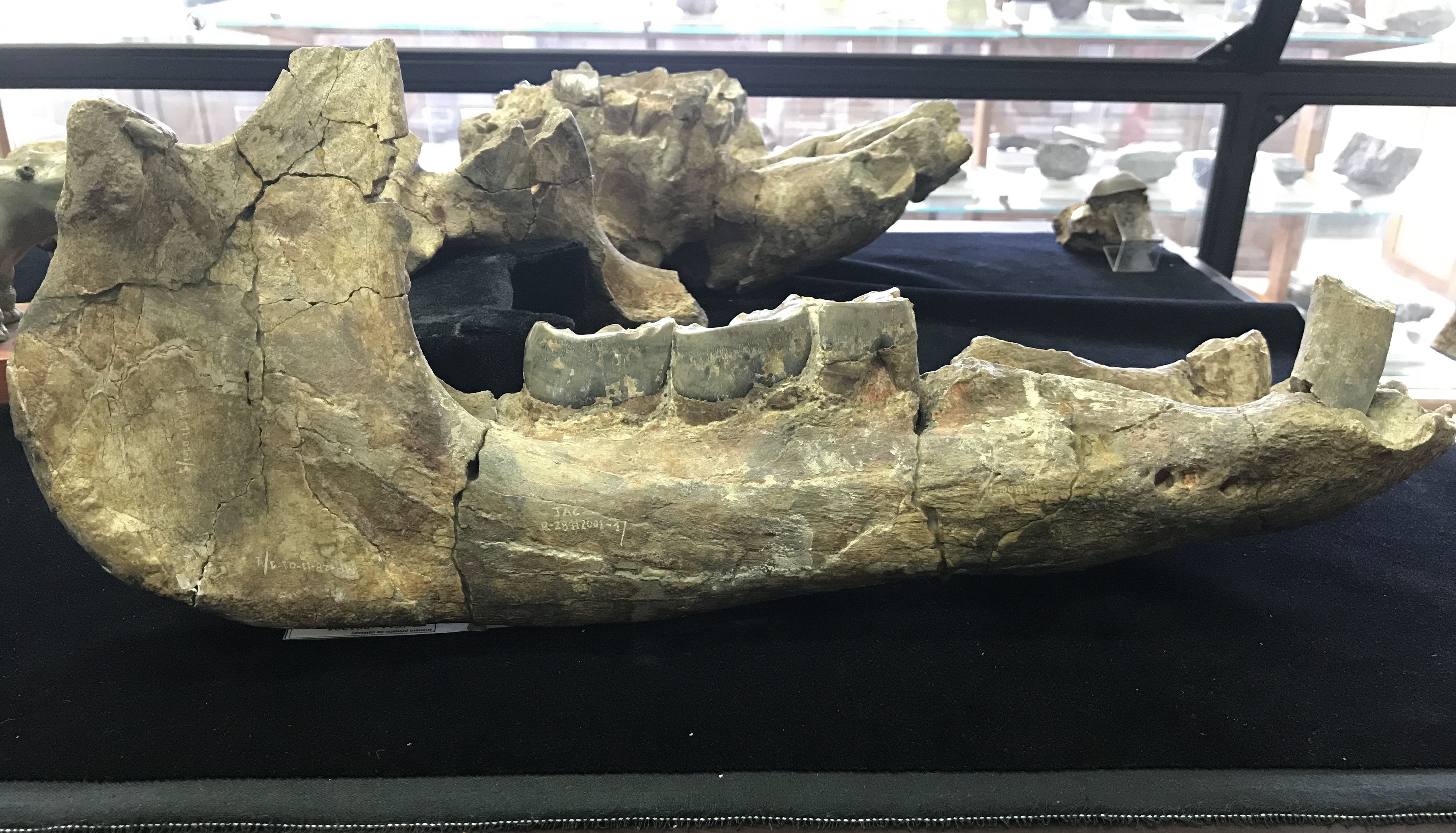
Щелепа Hilarcotherium castanedaii

  - Antarctodon Bond, Kramarz, Macphee & Reguero, 2011[4]
  - Astraponotus Ameghino, 1901[3]
  - Astrapothericulus Ameghino, 1901[3]
  - Astrapotherium Burmeister, 1879[5]
  - Comahuetherium Kramarz & Bond, 2011[6]
  - Granastrapotherium Johnson & Madden, 1997[7]
  - Hilarcotherium Vallejo-Pareja, Carrillo, Moreno, Pardo, Rodríguez & Muñoz, 2015[8]
  - Liarthrus Ameghino, 1897[9]
  - Maddenia Kramarz & Bond, 2009[10]
  - Parastrapotherium Ameghino, 1895[11]
  - Scaglia Simpson, 1957[12]
  - Uruguaytherium Kraglievich, 1928[13]
  - Xenastrapotherium Kraglievich, 1928[13]
- Eoastrapostylopidae Soria & Powell, 1981[14][15]
  - Eoastrapostylops Soria & Powell, 1981[14]
- Trigonostylopidae Ameghino, 1901[3]
  - Shecenia Simpson, 1935[16]
  - Tetragonostylops Paula Couto, 1963[17]
  - Trigonostylops Ameghino, 1897[9]